# Техно
Те́хно (англ. Techno) — напрямок електронної музики, що зародився в середині 1980-х років у Детройті (США) та його околицях і згодом був підхоплений європейськими продюсерами. Характеризується штучністю звуку, підкреслено механічними ритмами, багаторазовими повтореннями структурних елементів музичного твору. Іноді термін «техно» вживають стосовно всієї електронної танцювальної музики, однак це не зовсім коректно — остання включає також напрямки хауз, транс, а також підстилі, такі як хардкор техно.

## Початок
Вважається[ким?], що музику техно було винайдено так званою «Белвілською трійцею» — чорношкірими друзями з передмістя Детройту Белвілл - Хуаном Аткінсом, Дерріком Меєм і Кевіном Сандерсоном у середині 1980-их років. За словами музикантів, вони намагалися зробити німецьку електроніку у дусі Tangerine Dream й Kraftwerk більш танцювальною, придатною для діджеїв та клубів. Фактично ж можна говорити про те, що техно виникло шляхом поєднання таких напрямків, як синті-поп, електро та хауз.
Попри те, що першим техно-треком заведено вважати No UFO's від «Model 500» (один з псевдонімів Хуана Аткінса), випущений ще 1985 року, сам напрямок довгий час не мав певної назви. Раніше цю музику називали й просто хаузом, і новим диско, і навіть хіп-хопом. Назва техно закріпилась після 1988 року завдяки збірці Детройтської танцювальної музики, що вийшла у Великій Британії під назвою «Techno! The New Dance Sound Of Detroit». Показово, що початково дану збірку передбачалося назвати саме «The House Sound Of Detroit». Однак, оскільки назва хауз уже використовувалася до музики Чикаго, яка дещо відрізнялася звучанням, то було ухвалене рішення залучити слово техно, яке власне вже застосовували деякі музиканти. Успіх цієї збірки забезпечив популярність нового напрямку — техно.

## Музичні особливості
Напрямку техно властива велика кількість ударних та синтетичних звуків, звукові ефекти, постійний музичний розмір 4/4, темп близько 130—140 bpm, рідко повільніше. Деякі композиції мають потужну мелодійну та басову лінії, але ці особливості не настільки істотні для техно, як для інших танцювальних жанрів і в деяких випадках можуть не спостерігатися. Як переважно інструментальний жанр, техно вельми зручний для роботи ді-джеїв, окремі техно композиції можуть бути з'єднані у довгі безперервні послідовності. Хоча зазначені характеристики властиві багатьом стилям танцювальної музики, техно має властивий йому звук, який шанувальники стилю можуть впізнати досить легко.
Існує багато способів створення музики в стилі техно, однак найтиповішим є використання технік, що пов'язані із секвенцерними технологіями. Водночас техно відхиляється від традиційного для західноєвропейської музики трактування таких категорій, як тональність, мелодія, а також акомпанементу, як супроводу для вокалу.
Техно не обмежується запрограмованими барабанами, який бувши обробленими та змікшованими з ефектами реверберації й частотними фільтрами в такий спосіб, що важко визначити границю між тембром інструмента і доданими ефектами. Техно-музикант (продюсер) розглядає електронну студію як один великий своєрідний оркестр, що складається з інструментів зі спорідненими й водночас різнорідними тембрами. Для кожної з інструментальних партій характерне безперервне повторення звукових послідовностей, які були відносно 'природними' для ранніх секвенцерів, котрі мали певні технічні обмеження як стосовно складності ритмічного малюнку, так і стосовно кількості інструментів. Секвенцерні технології дозволяють досягти досить нереалістичних для слуху комбінацій звуків. Проте більшість аранжувальників прагне досягати гармонійного, приємного для слуху, балансу реалістичних і нереалістичних звукових комбінацій, та уникати крайнощів.
В залежності від способу поєднання різних синтезаторів в міру нашарування різних пластів фактури та їх мікшуванні, звук інструментів піддається певній зміні. Кінцевим результатом зведення повинні стати гіпнотичні звукові комбінації, що закликають до руху.
Студія сучасного техно-продюсера може цілком обходитись лише одним комп'ютером, що дозволяє працювати з банками звуків та ефект-процесорами. Більшість аранжувальників використовують різноманітне устаткування та прагнуть винаходити нові, не чувані раніше звуки та ритми, залишаючись, однак, у рамках стилістичних меж, встановленими їхніми сучасниками.

## Представники напрямку
- Станіслав Толкачов — Україна
- Адам Беєр — Швеція
- Кріс Лібінг — Німеччина
- Дейв Кларк — Англія
- Джефф Міллз — США
- Лоран Гарньє — Франція
- Річі Гоутін — Канада/Німеччина
- Свен Ват — Німеччина

## Аудіоприклади
- No UFO's — «Model 500» (1985, «Metroplex»)
- Strings Of Life — «Rhythim Is Rhythim» (1987, «Transmat»)
- Positive Education — «Slam» (1993, «Soma Quality»)
- The Bells — Джефф Міллз (1997, «Purpose Maker»)
- Take A Shot — DJ Hell vs Річард Бартц (1997, «Kurbel»)
- Good Life (Re-Edit by Mr. B) — «Killa Productions» (2004, K.B. Records Inc.)
- A Walking Contradiction (Part I) — Адам Беєр (2005, Plus 8)